# رمح طويل (مشاة)

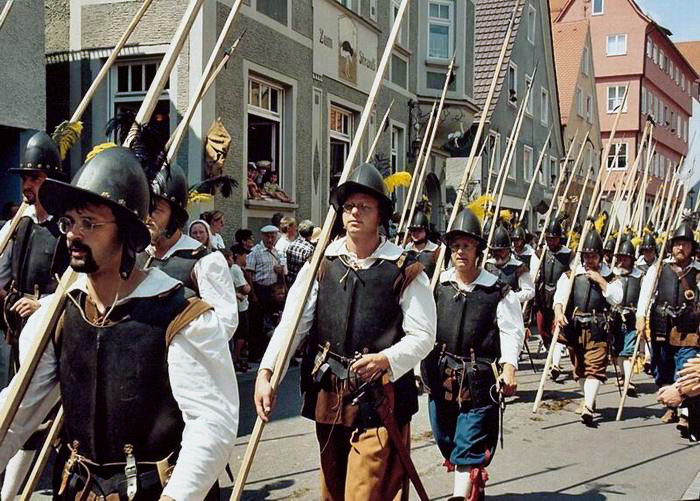
تصوير لحاملي الرماح الطويلة من منتصف القرن السابع عشر. استخدموا حينها لحماية المُسْكيتيين من هجمات الفرسان.

رمح المشاة الطويل (بالإنجليزية: Pike)‏ هو سلاح بنهاية حادة مدببة ومقبض طويلة جداً، استخدمها المشاة على نطاق واسع على حد سواء لشن هجمات على جنود العدو أو كإجراء مضاد ضد هجمات سلاح الفرسان. على عكس العديد من الأسلحة مماثلة، لا يقصد من استخدام الرمح قذفه على العدو. استخدمت البايك بانتظام في الحروب الأوروبية في العصور الوسطى المبكر حتى حوالي 1700، واستخدمها المشاة المنتشرون في مسافات متقاربة. استخدم سلاح مماثل يدعى ساريسا من قبل مشاة الإسكندر الأكبر المقدونيين وكان ذا تأثير كبير.